# قالب‌گیری چرخشی

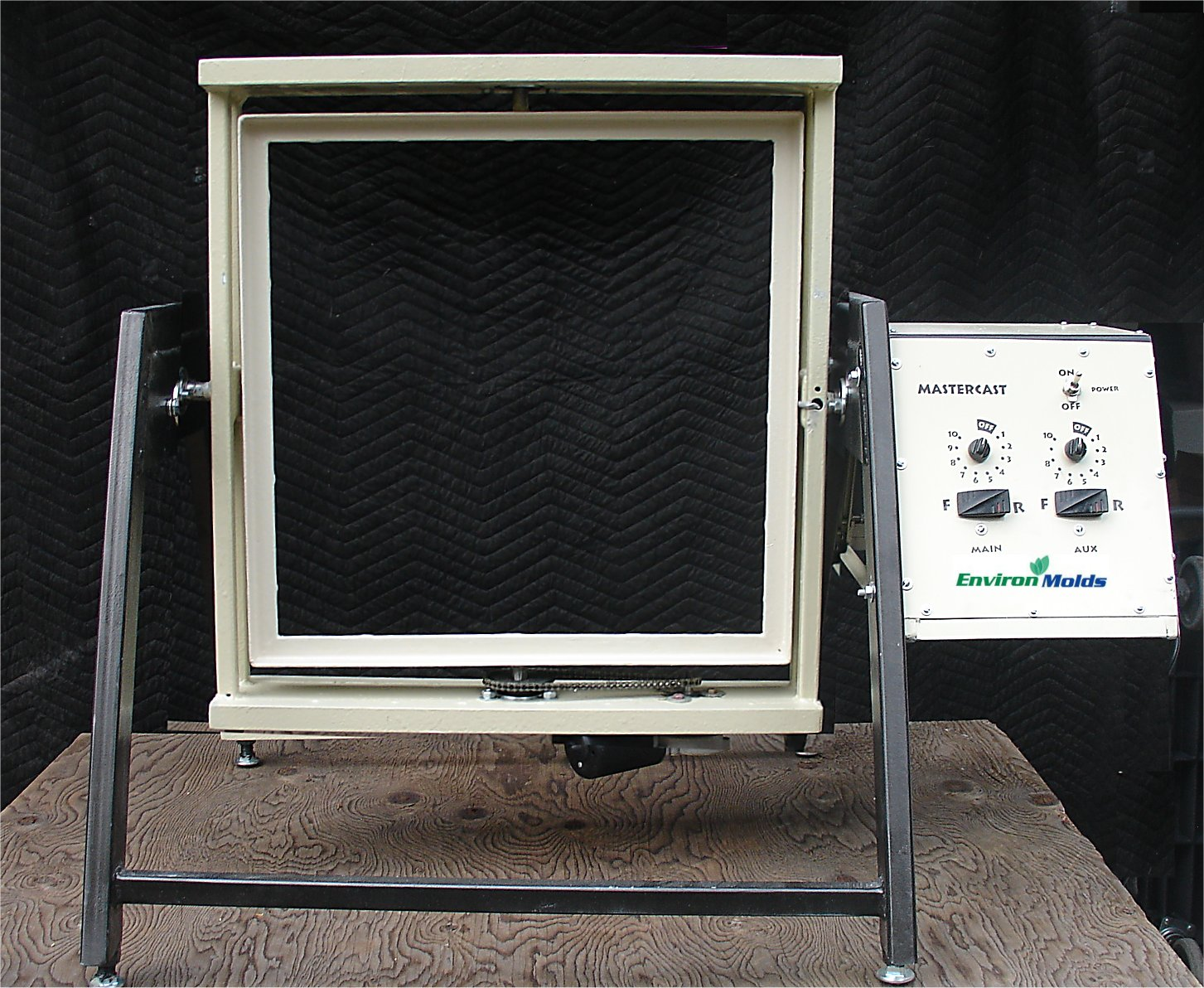
یک دستگاه سه موتوره قالب‌سازی چرخشی

قالب‌گیری چرخشی به نام‌های Rotomolding , Rotocasting شناخته می‌شود. این روش، فرآیندی برای تولید قطعات پلاستیکی تو خالی است. رقابت‌هایی بین این دو روش و روش‌های قالب‌گیری دمشی، گرماشکل‌دهی و قالب‌گیری تزریقی وجود دارد. البته قالب‌گیری چرخشی مزایای ویژه‌ای از جمله میزان کم‌تنش‌های پس ماند و قالب‌های نسبتاً ارزان را دارا است. علاوه بر این از نظر تولید قطعات یک تکه، توخالی و بزرگ (بزرگ‌تر از ۲ متر مکعب) رقبای کمی در برابر این روش وجود دارد. این روش بیشتر برای تولید مخازن شناخته شده‌است اما می‌تواند برای تولید محصولات پزشکی پیچیده، اسباب بازی‌ها و دیگر وسایل بکار رود.
در سال ۱۹۹۵، بازار آمریکای شمالی حدود ۳۶۴ هزار تن با ارزش ۱۲۵۰ میلیون دلار و در اروپا ۱۰۱ هزارتن بوده‌است که در سال ۱۹۹۷ در اروپا این مقدار به ۱۷۳ هزار تن رسیده‌است. در سال ۱۹۹۷، ارزش بازار آمریکای شمالی ۱۶۵۰ میلیون دلار بوده‌است. بازار آمریکا در دههٔ ۹۰ رشد ۱۰ تا ۱۵ درصدی را در هر سال داشته‌است. در دهه‌های اخیر با پیشرفت ماشین آلات و قالب‌ها توجه زیادی به این صنعت شده‌است و سرمایه‌گذاری‌های زیادی بر روی آن صورت گرفته‌است.

## تاریخچه
در سال 1855، پتنتی که توسط R.Peters در بریتانیا به ثبت رسید، اولین استفاده از مکانیزم چرخشی را ثبت کرد که "دو حرکت گریز از مرکز در زوایای قائم به یکدیگر" را با استفاده از چرخ دنده های اریب و گرما ایجاد می کند. از این فرآیند قالب گیری چرخشی برای ایجاد گلوله های توپخانه و سایر شناورهای توخالی استفاده شد که هدف اصلی آن ایجاد ثبات در ضخامت و تراکم دیواره بود. در یک حق اختراع ایالات متحده در سال 1905، F.A. Voelke روشی را شامل پلیمر برای تولید محصولات با استفاده از موم پارافین توصیف کرد. توسعه منجر به G.S. Baker's و G.W. فرآیند پرکس برای تولید تخم‌مرغ‌های شکلاتی توخالی عید پاک در سال 1910. زمانی که R.J.Powell از نسبت رایج 4:1 بین محورهای اصلی و فرعی چرخش در سرعت‌های چرخش آهسته اشاره کرد، قالب‌گیری چرخشی توسعه بیشتری پیدا کرد. حق اختراع او این فرآیند را برای قالب گیری اشیاء توخالی از گچ پاریس در دهه 1920 پوشش داد. این روش‌های اولیه با استفاده از مواد مختلف، پیشرفت‌هایی را در روش قالب‌گیری چرخشی که امروزه با پلاستیک استفاده می‌شود، هدایت کرد.
پلاستیک ها در اوایل دهه 1950 به فرآیند قالب گیری چرخشی معرفی شدند. یکی از اولین کاربردها ساخت سر عروسک بود. ماشین آلات از یک دستگاه اجاق باکس E Blue ساخته شده بود که با الهام از یک محور عقب موتورهای عمومی، توسط یک موتور الکتریکی خارجی نیرو می گیرد و توسط مشعل های گازی روی زمین گرم می شود. قالب از نیکل-مس الکتروشکل شده ساخته شده بود و پلاستیک پلی وینیل کلرید مایع (PVC) پلاستیزول بود. روش خنک سازی شامل قرار دادن قالب در آب سرد بود. این فرآیند قالب گیری چرخشی منجر به ایجاد اسباب بازی های پلاستیکی دیگر شد. با افزایش تقاضا و محبوبیت این فرآیند، از آن برای تولید محصولات دیگری مانند مخروط های جاده، شناورهای دریایی و دسته های دستی خودرو استفاده شد. این محبوبیت منجر به توسعه ماشین آلات بزرگتر شد. یک سیستم گرمایش جدید نیز ایجاد شد که از جت های گاز مستقیم اولیه به سیستم هوای با سرعت بالا غیر مستقیم فعلی می رسد. در اروپا در طول دهه 1960 فرآیند انگل(Engel) توسعه یافت. این اجازه می دهد تا ظروف توخالی بزرگ در پلی اتیلن با چگالی کم ساخته شوند. روش خنک‌سازی شامل خاموش کردن مشعل‌ها و اجازه دادن به پلاستیک در حالی که هنوز در قالب تکان می‌خورد سخت شود.

## فرایند قالب‌گیری چرخشی

فرایند قالب‌گیری چرخشی

اساس فرایند شامل وارد کردن مقدار مشخصی از پلاستیک به صورت پودر، دانه به قالب توخالی و پوسته مانند است. قالب حول دو محور اصلی با سرعت‌های نسبتاً کم چرخیده یا لرزانده می‌شود. پلاستیک درون قالب به دیوار چسبیده و یک لایه را بر سطح قالب ایجاد می‌کند. چرخش قالب در حین مرحله سرمایش نیز ادامه پیدا می‌کند تا پلاستیک شکل مطلوبش را بگیرد و جامد شود. هنگامی‌که پلاستیک به اندازه کافی سخت شد، سرمایش و چرخش متوقف شده تا قطعه پلاستیکی را از قالب خارج کنند. در این مرحله، چرخه فرایند دوباره تکرار می‌شود. این روش با قالب‌گیری گریزانشی به خاطر سرعت‌های پایین چرخش (۴ تا ۲۰ دور در دقیقه) متفاوت است.
تقریباً همه محصولات تجاری که با این روش تولید می‌شوند جزو خانوادهٔ پلاستیک‌های گرمانرم هستند. هرچند که می‌توان از گرما سخت‌ها نیز استفاده کرد. در میان پلاستیک‌های گرمانرم، بیشتر از بسپارهای نیمه بلورین و مخصوصاً پلی الفین‌ها استفاده می‌شود.

## مواد مورد استفاده
در حال حاضر، پلی‌اتیلن در بسیاری از انواع آن، حدود ۸۵ تا ۹۰ درصد بسپارهای مورد استفاده در قالب‌گیری چرخشی را شامل می‌شود. گونه‌های شبکه‌ای شده پلی اتیلن نیز در قالب‌گیری چرخشی استفاده می‌شوند. نرماسل PVC نیز حدود ۱۲ درصد مصرف جهانی را در بر می‌گیرد.
محصولات با کارایی بالا مثل نایلون تقویت شده با الیاف و بدنه‌های هواپیما از جنس PEEK نیز پتانسیل تولید با این فناوری را دارند اما در حال حاضر جز بسیار کوچکی از صنعت را در بر می‌گیرند. تلاش‌هایی برای استفاده از الیاف در قطعات قالب‌گیری چرخشی صورت گرفته‌است اما گزارش‌های کمی از تجاری شدن این محصولات وجود دارد. فرایند جدید قالب‌گیری چرخشی شامل فرایند با فشار اتمسفری است که از پودر ریز استفاده می‌کند و قطعات تقریباً بدون تنشی را نتیجه می‌دهد. در مورد بسپار مورد استفاده نیز ضروریست که بتواند دماهای بالا را برای مدت طولانی تحمل کند.
به دلیل عدم وجود فشار، قالب‌ها معمولاً دیواره‌های نازک دارند و به همین دلیل هزینه تولید آن‌ها نسبتاً پایین است. دستگاه‌های جدید با چند بازو، امکان تولید با استفاده از قالب‌های مختلف با شکل‌ها و اندازه‌های مختلف را به‌طور هم‌زمان می‌دهند. با طراحی مناسب قالب می‌توان قطعات پیچیده‌ای را که تولید آن با روش‌های دیگر مشکل یا غیرممکن است مانند جعبه‌های دو جداره با پنج وجه را تولید کرد. با کنترل فرایند صحیح و طراحی قالب مناسب، ضخامت دیواره قطعات بدست آمده با روش‌های قالب‌گیری چرخشی بر خلاف قالب‌گیری دمشی یا گرما شکل‌دهی دو صفحه‌ای، کاملاً یکنواخت خواهد بود. علاوه بر آن محصولات تولیدی عاری از نقطه و خط و جوش خواهد بود و نیازی به عملیات تکمیلی ندارد.
این روش دارای معایبی به شرح زیر است: زمان تولید بالا، امکان انتخاب محدود مواد مورد استفاده، هزینه بالای مواد به دلیل استفاده از افزودنی‌های خاص، همچنین استفاده از مادهٔ پودر شده و مشکل بودن قالب‌گیری بعضی از شکل‌ها.

## ماشین‌های قالب‌گیری چرخشی
روش‌های زیادی برای دستیابی به اهداف ضروری مثل چرخش قالب، حرارت دادن و سرمایش وجود دارد. طبق تخمین‌های زده شده، تقریباً ۴۰ درصد ماشین‌های قالب‌گیری چرخشی در آمریکا دست‌ساز هستند. از ۶۰ باقیمانده، ۷۰ درصد بیش از ۱۰ سال و ۴۰ درصد بیش از ۲۰ سال عمر دارند. درصد ماشین‌های دست‌ساز در دیگر نقاط دنیا بیشتر است. از آنجایی که قطعات قالب‌گیری دمشی محدوده حجمی از ۰٫۰۵ تا ۱۰۰۰۰ لیتر را در بر می‌گیرند، لذا دسته‌بندی کلی ماشین‌ها دشوار است. وجوه مشترک همهٔ فرایندها شامل چرخاندن، حرارت دادن و سردکردن است. همچنین خارج کردن محصول و بارگذاری دوبارهٔ پلاستیک به قالب نیز مورد نیاز است. اما همه ماشین‌ها نیاز به مراحل گرمایش و سرمایش ندارد. اگر از مایع واکنشگری مثل اپوکسی یا رزین پلی استر غیر اشباع دارای مادهٔ پخت استفاده شود، تشکیل ساختار تک لایه بدون حرارت دهی خارجی انجام می‌شود.

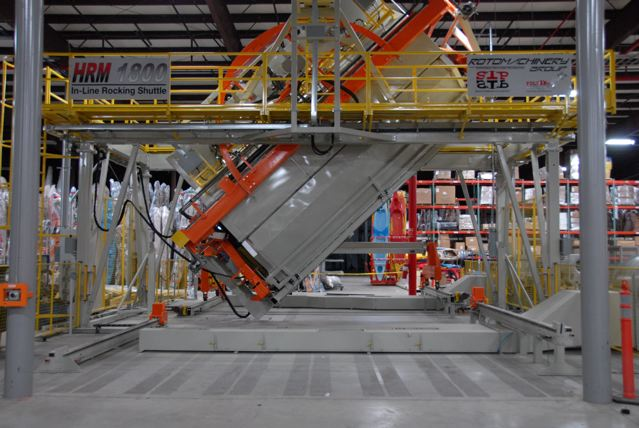
دستگاه قالب گیری چرخشی راک اند رول ساخته شده در سال 2009

### ماشین rock and roll
این یک ماشین تخصصی است که اصولاً برای تولید قطعات بلند و باریک طراحی شده است. برخی از این ماشین‌ها از نوع clamshell هستند که یک بازو دارند، اما همچنین ماشین‌های rock and roll نوع شاتل دار هم وجود دارند که دارای دو بازو هستند. هر بازو قالب را ۳۶۰ درجه در یک جهت می‌چرخاند یا می‌غلتاند و در همان زمان قالب را ۴۵ درجه بالا یا پایین از افقی می‌کند. ماشین‌های جدید از هوای گرم اجباری برای گرم کردن قالب استفاده می‌کنند. این ماشین‌ها برای قطعات بزرگ با نسبت طول به عرض بالا مناسب هستند. بدلیل حجم کوچک‌تر اتاق‌های گرمایشی، در مقایسه با ماشین‌های دومحوره، در هزینه‌های گرمایش صرفه‌جویی می‌شود.

### ماشین clamshell
این یک ماشین چرخشی تک بازو است. بازو معمولاً توسط بازوهای دیگر در هر دو سر پشتیبانی می‌شود. ماشین clamshell قالب را در همان اتاق گرمایش و سرد کردن، گرم و سرد می‌کند. نسبت به ماشین‌های معادل شاتل و سوینگ آرم کمترین فضا را اشغال می‌کند. نسبت به اندازه محصولات تولیدی هزینه کمتری دارد. این در مقیاس های کوچکتر برای مدارس علاقه مند به نمونه سازی و برای مدل های با کیفیت بالا موجود است. بیش از یک قالب را می توان به تک بازو وصل کرد.

### دستگاه دورانی عمودی یا بالا و پایین
منطقه بارگذاری و تخلیه در جلوی دستگاه بین منطقه گرمایش و خنک‌کننده قرار دارد. اندازه این دستگاه‌ها نسبت به دیگر دستگاه‌های دورانی کوچک تا متوسط است. دستگاه‌های دورانی عمودی به دلیل جمع و جوری اتاق‌های گرمایش و خنک‌کننده خود، بهینه‌ساز انرژی هستند. این دستگاه‌ها قابلیت‌های همانند یا مشابه دستگاه‌های چند‌بازوی افقی کاروسل دارند، اما فضای کمتری را اشغال می‌کنند. 

### دستگاه شاتل
بیشتر دستگاه‌های شاتل دارای دو بازو هستند که قالب‌ها را بین اتاق گرمایش و ایستگاه خنک‌کننده به‌طور رفت‌وبرگشت حرکت می‌دهند. این بازوها مستقل از یکدیگر هستند و قالب‌ها را به صورت دو جهتی چرخش می‌دهند. در برخی موارد، دستگاه شاتل تنها یک بازو دارد. این دستگاه قالب را به سمت خطی به داخل و خارج از اتاق‌های گرمایش و خنک‌کننده حرکت می‌دهد. هزینه این دستگاه نسبت به اندازه محصول تولیدی کم است و اندازه فوت‌پرینت آن نسبت به انواع دیگری از دستگاه‌ها حداقل است. همچنین این دستگاه به مقیاس کوچکتری برای مدارس و پروتوتایپ‌سازی نیز در دسترس است.

### دستگاه بازوی چرخشی
دستگاه بازوی چرخشی می‌تواند تا چهار بازو داشته باشد، با حرکت دوجهته. هر بازو مستقل از یکدیگر است زیرا اجرای همه بازوها در یک زمان ضروری نیست. هر بازو بر روی یک گوشه از اجاق نصب شده و به داخل و خارج از اجاق چرخش می‌کند. در برخی از دستگاه‌های بازوی چرخشی، یک جفت بازو بر روی همان گوشه نصب شده است، به طوری که دستگاه چهار بازو دارای دو نقطه محوری است. این دستگاه‌ها برای شرکت‌هایی کاربردی هستند که دوره‌های خنک‌شدن طولانی دارند یا نیاز به زمان زیادی برای جداسازی قطعات دارند نسبت به زمان پخت. برنامه‌ریزی کارهای نگهداری یا تلاش برای اجرای یک قالب جدید بدون متوقف کردن تولید در سایر بازوهای دستگاه از این دستگاه‌ها بسیار آسان‌تر است.

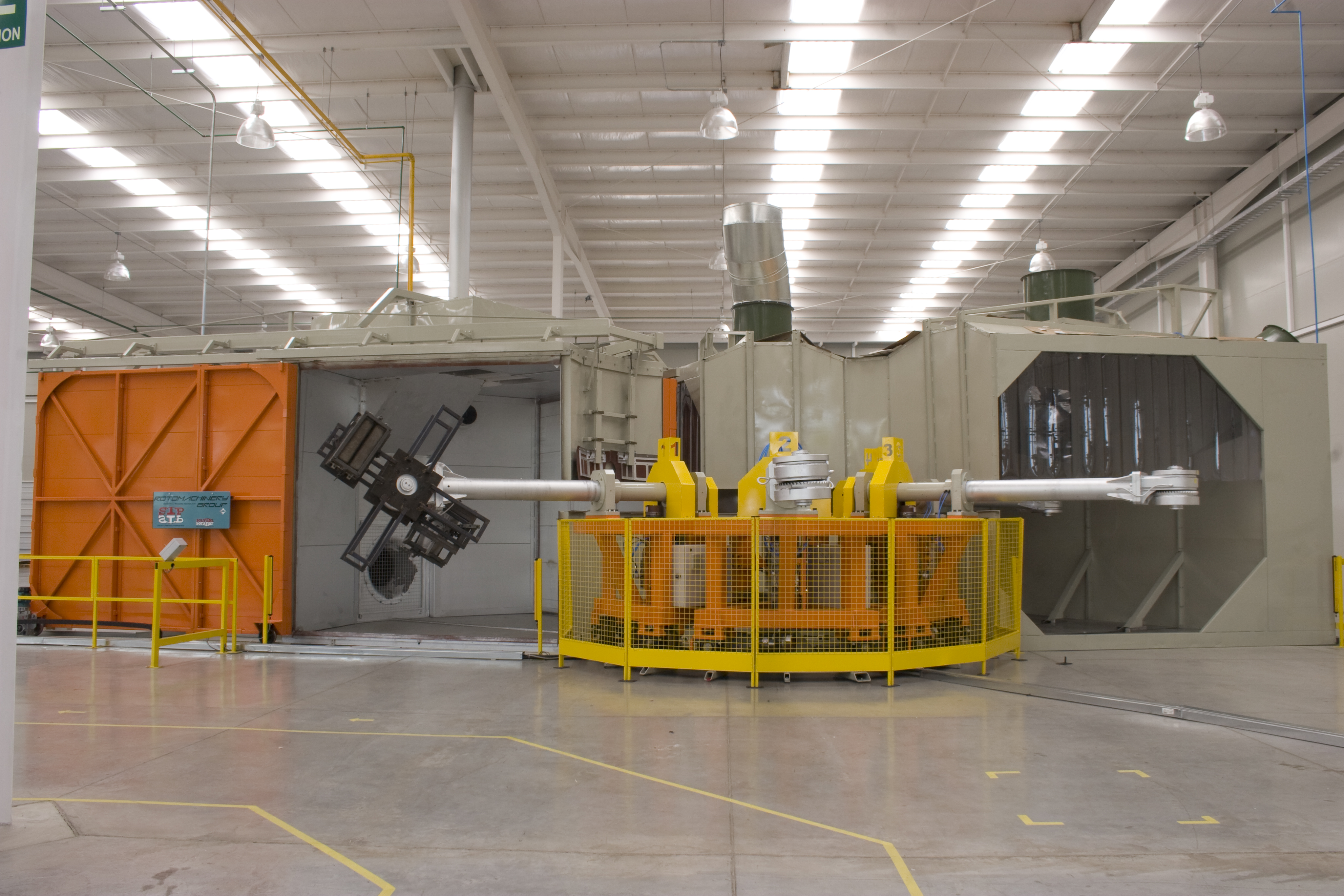
یک ماشین کاروسل با چهار بازو مستقل

### ماشین کاروسل
این یکی از متداول‌ترین ماشین‌های دو محوری در صنعت است. این ماشین می‌تواند دارای تا چهار بازو و شش ایستگاه باشد و انواع مختلفی از ابعاد داشته باشد. این ماشین دارای دو مدل مختلف است، ثابت و مستقل. یک ماشین کاروسل با بازوهای ثابت از سه بازوی ثابت تشکیل شده است که باید همزمان حرکت کنند. یک بازو در محفظه گرمایش و دیگری در محفظه خنک کننده و سومی در ناحیه بارگیری/بارگیری مجدد قرار دارد. ماشین کاروسل با بازوهای ثابت خوب عمل می‌کند زمانی که زمان چرخه‌ی یکسان برای هر بازو استفاده می‌شود. ماشین کاروسل با بازوهای مستقل با سه یا چهار بازوی قابل حرکت مستقل ارائه می‌شود. این امکان را برای قالب‌های اندازه‌های مختلف، با زمان‌های چرخه و نیازهای ضخامت متفاوت فراهم می‌کند.

## پیشرفت‌های اخیر در زمینهٔ قالب‌گیری چرخشی
دانشگاه کوئینز (Queen s) در Belfast در ایرلند شمالی، سال‌های متمادی پیشرو در توسعه سیستم‌های کنترلی و مدلسازی فرایند قالب‌گیری چرخشی بوده‌است. در اوایل دهه ۱۹۹۰، یک گروه تحقیقاتی در کوئینز سیستم Rotolog را برای نمایش دمای هوای درون قالب توسعه وگسترش داد که این سیستم در حال حاضر توسط شرکت ماشین‌سازی آمریکایی Ferry, k-kontrol, Datapag در این زمینه به بازار آمده‌اند. این محصولات امکان کنترل زیادی را به فرایند کار می‌دهد اما صنعت هنوز این فناوری‌های جدید را به اندازهٔ کافی مورد استفاده قرار نداده است.
گروه دانشگاه کوئینز همچنین روش کاری برای بهبود داخلی و سطح سوراخ دار با افزایش فشار داخل قالب و مقاومت آن حل کردن گازها در پلاستیک ارائه داده است که پیش تر این مشکل به عنوان یک مشکل غیرقابل اجتناب در نظر گرفته می‌شد.
پیشرفت‌های اخیر در زمینهٔ فناوری قالب‌گیری چرخشی منجر به فرآیندهایی با کاهش هزینه‌هایی انرژی تا ۷۰ درصد و چرخه‌های زمانی نصف حالت متداول شده‌است. از جمله این پیشرفت‌ها می‌توان به حرارت دهی با امواج مایکرو ویو و سردکردن داخلی با پاشش آب به درون قطعه اشاره کرد.
یکی از همکاران فعال با این مرکز دانشگاهی، Rototek است که طراحی و ساخت ماشین آلات مربوط به خود را انجام می‌دهد که یک سیستم کنترل فرایند برای این ماشین آلات و همچنین برای دیگر سازندگان و دستگاه‌های قالب‌گیری چرخشی ارائه می‌دهد. ماشین کاملاً خودکار Leoard از Persica در برگامو ایتالیا، با سیستم حرارت دهی روغن و خنک‌کنندگی آب شاید بتوان یکی از پیچیده‌ترین و در عین حال کاراترین ماشین‌های قالب‌گیری چرخشی از نظر حرارت دهی در بازار داشت.
شرکت ماشین‌سازی Rototek از برزیل نیز ماشین‌های بزرگی از نوع Rak- and- Rall را ارائه می‌کند؛ که دارای گرمخانه‌ای با ۷ متر طول، ۳ متر عرض است و برای تولید مخازن ذخیره‌سازی بزرگ بدنهٔ قالب و… بکار می‌رود.

## محصولات خلاقانه قالب‌گیری چرخشی
یکی از محصولات خلاقانه برای جلوگیری و ممانعت از جاری شدن سیل بکار می‌رود. این محصول شامل قطعات به هم متصل شونده‌ای است که با استفاده از پلی اتیلن با چگالی متوسط در شرکت Oakand Plastics در بیرمنگام و با استفاده از قالب‌گیری چرخشی ساخته شده‌است. این محصول همانند سدی در برابر سیل عمل کرده و دارای وزن سبک و راحتی حمل و نقل است که قابل استفاده به صورت دایمی و موفق و جایگزینی برای کیسه‌های شن متداول می‌باشد. تعداد کمی از این محصول قبل از طوفانی کاترینا در می‌سی‌سی‌پی مورد استفاده قرار گرفتند که این نمونه‌ها بعد از طوفان هم هنوز وجود دارند؛ و وظیفهٔ خود را به خوبی انجام می‌دهند.
یکی دیگر از محصولات جالب از شرکت Rotock، یک سفال تهویه پشت بام است که با همکاری شرکت ساختمان‌سازی Red land تولید شده‌است. این طرح که جایزه طراحی را نیز برده است. از یک روش دارای ثبت اختراع برای قالب‌گیری درونه‌ایی ۱۲ برای تهویهٔ کباب پز بکار می‌رود؛ که با این کار دیگر نیاز به سرهم کردن قطعات بعد از تولید نیست. نمونه‌های قدیمی این پوشش‌های پشت بام توسط قالب‌گیری تزریقی ارائه می‌شدند که روش جدید برای تهیه آن‌ها به صرفه تر و محصول نهایی محکم تر است.

### ایتالیا پیشرو در این مسیر
ماشین سازان ایتالیایی فعالیت زیادی در این‌گونه ماشین‌ها دارند. نام‌های پیشرو شامل Caccia Enginering در سامارات Polivin Rotomaching در سرانو و Roto Plastic International در بینات است. این شرکت در توسعهٔ محصولات خود بیشتر به دنبال کنترل بهبود یافته تر هستند.
مدلهای Roaut با دو بازو از شرکت Caccia برای کنترل چرخهٔ خودکار دارای PLC و همچنین کنترل دمای داخلی قطعه هستند.
Roto Plastic نیز Temp logger را به عنوان یک مجموعه در ماشین آلات خود ارائه می‌کند؛ که به فرایند کار امکان افزایش تکرارپذیری فرایند. کاهش نوسانات در مصرف مواد. بهبود سودمندی را می‌دهد. هم‌چنین این محصول تولید قطعات چندلایه با استفاده از مواد مختلف را در صورت نیاز میسر ساخته است. Templogger هم‌چنین بهبود دیگر قسمت‌های ماشین را نیز میسر ساخته است. از جمله این مواد می‌توان به چرخش هوا درون گرمخانه اشاره کرد. با اصلاح جهت و مقدار جریان هوا، قالب‌ها می‌توانند به‌طور مؤثری حرارت داده شوند. همچنین این قابلیت را ایجاد کرده‌است تا اندازهٔ مشعل‌ها را بر روی ماشین ها تغییر دهد. علاوه بر آن، سامانه‌ای برای سرمایش با دمش هوا را توسعه داده است و می‌توان زمان‌های سرد شدن را تا ۲۰ درصد کاهش دهد.
شرکت Polivini نیز اخیراً یک سیستم ثبت شده‌ای را ارائه کرده‌است؛ که داده‌های واقعی را بر روی دماهای هوا و مواد در طول تمام چرخهٔ تولید (حرارت دهی و سرمایش) فراهم می‌کند. در این سیستم هنگامیکه پارامترهای پایه‌ای فرایند را تعین می‌کنید. ماشین به‌طور خودکار خودش را با هرگونه تغییری در شرایط کاری شامل دمای محیط مواد مورد استفاده هماهنگ می‌کند. به علاوه بر آن این شرکت بازدهی سامانهٔ هوای گرم را بهبود داده است. تا برای قالبهای با اندازه‌ها و شکل‌های مختلف قابل تطبیق شود.

## مواد
بیش از 80٪ از تمام مواد استفاده شده از خانواده پلی اتیلن هستند: پلی اتیلن متقاطع (PEX)، پلی اتیلن با چگالی پایین (LDPE)، پلی اتیلن با چگالی پایین خطی (LLDPE)، پلی اتیلن با چگالی بالا (HDPE) و مواد بازیافتی. ترکیبات دیگر شامل پلاستیسول‌های پلی وینیل کلرید (PVC)، نایلون و پلی پروپیلن هستند. ترتیب موادی که بیشترین استفاده را توسط صنعت دارند: 
1. پلی اتیلن
2. پلی پروپیلن
3. پلی وینیل کلرید
4. نایلون
5. پلی کربنات

این مواد گاهی اوقات استفاده می‌شوند (به ترتیب استفاده بیشتر):
- آلومینیوم

- آکریلونیتریل بوتادیین استایرن (ABS)

- استال

- آکریلیک

- اپوکسی

- فلوئوروکربن

- ایونومر

- پلی بوتیلن

- پلی استر

- پلی استایرن

- پلی اورتان

- سیلیکون

- مواد غذایی مختلف (به ویژه شکلات)

### مواد طبیعی
اخیرا امکان استفاده از مواد طبیعی در فرآیند ریخته‌گری ممکن شده است. از طریق استفاده از شن و سنگ واقعی، می‌توان کامپوزیت سنگی ساخت که 80٪ از مواد طبیعی غیر فراوری شده تشکیل شده است. 
ریخته‌گری چرخشی گچ برای تولید امبالای شکلاتی استفاده می‌شود.
شکلات به صورت چرخشی ریخته می‌شود تا شیرینی‌های خالی شکلاتی شکل گیرد.